# البنك المركزي لجزر القمر
البنك المركزي لجزر القمر هو المصرف المركزي لجزر القمر تأسس في 1961.

## روابط إضافية
- (بالفرنسية) الموقع الرسمي للبنك
- (بالفرنسية) "Systeme Bancaire & Missions" page at Banque Centrale des Comores
- قائمة المصارف المركزية العربية